# Srbobran
Srbobran (v srbské cyrilici Србобран, maďarsky Szenttamás) je město na severu Srbska, ve Vojvodině. Administrativně spadá pod Jihobačský okruh. V roce 2011 mělo město dle sčítání lidu 12 009 obyvatel.

## Poloha
Srbobran se rozkládá v široké rovině Panonské nížiny. Protéká jím řeka Krivaja a vede tudy Kanál DTD. Západně od města prochází dálnice A2, která spojuje Subotici a Novi Sad.

## Název
Svůj maďarský název získalo sídlo podle svého středověkého kláštera zasvěceného sv. Tomášovi. Tento název se objevoval i v srbském jazyce ve fonetickém přepisu. V roce 1922 byl název změněn na Srbobran, odkazující na události z revolučních let 1848 a 1849.

## Historie
Město je poprvé připomínáno v roce 1338. Název získalo podle zasvěcení nedalekého kláštera a patrona okolních vesnic. Až do příchodu Turků bylo součástí středověkého Uherska. Po roce 1699 se stalo opět součástí Uher, do roku 1751 spadalo ale do tzv. Vojenské krajiny. V revolučním roce 1848 zde došlo k ozbrojeným střetům mezi srbským a maďarským obyvatelstvem, který přerůstal až do rozměrů občanské války a vedl k různým krutostem na obou stranách. Od roku 1918 bylo město s etnicky smíšeným obyvatelstvem (cca 30 % obyvatel tvoří Maďaři) součástí Království SHS, později Jugoslávie. V roce 1941 bylo město připojeno k horthyovskému Maďarsku, v roce 1944 jej znovu obsadili partyzáni. Po roce 1945 se stalo součástí autonomní oblasti Vojvodina v rámci Srbska. V 90. letech 20. století do města přišli někteří uprchlíci z Chorvatska, Bosny a Hercegoviny a Kosova. 

## Kultura
Ve městě se nachází dva barokní kostely; jeden římskokatolický a druhý pravoslavný.

## Doprava
Západo-východním směrem prochází Srbobranem silnice celostátního významu č. 15, která spojuje Kikindu s Vrbasem přes Srbobran. Silnice je také hlavním spojením z města k nedaleké dálnici A1. Silnice nižších tříd zajišťují obslužnost města s okolními obcemi; silnice č. 100 potom představuje původní silniční trasu z Nového Sadu do Subotice z doby ještě před výstavbou dálnice.
Na jižním okraji města se nachází stanice trati Bečej – Vrbas, ta je však opuštěná.